# Erebus pilosa
Erebus pilosa är en fjärilsart som beskrevs av John Henry Leech 1900. Erebus pilosa ingår i släktet Erebus och familjen nattflyn. Inga underarter finns listade i Catalogue of Life.